# Christian Wilhelm Zeraeua
Christian Wilhelm Zeraeua (häufig auch Zeraua geschrieben; * 18. oder 19. Jahrhundert in Ojohera (Otjimbingwe); † 29. November 1876 in Omaruru) war der erste traditionelle Führer der Zeraeua, eines Clans der Herero im heutigen Namibia.
Zeraeua war der Sohn von Zemburuka und Zaapi und hatte selber mindestens vier Söhne (Kambata, Elias und Cornelius sowie Zacharias) und diverse Töchter, darunter Albertine (1851–1951), die später Manasse Tyiseseta, einen Führer der Ovaherero aus Omaruru, ehelichte.
Er wurde zwischen 1850 und 1860 Führer der Ovaherero in Otjimbingwe, der seit 1925 auch als Weiße Flagge bezeichneten Gruppe der Zeraeua. Er war maßgeblich an der Bewaffnung seines Volkes mit Schusswaffen beteiligt. Zeraeua war eng mit den ersten europäischen Siedlern verbunden und trieb regen Handel mit diesen, insbesondere den Schweden im Land.
1867 zog es Zeraeua aufgrund der anhaltenden Dürre nach Omaruru. Hier unterzeichnete mit anderen traditionellen Führern, Missionaren und Händlern ein Abkommen mit William Coates Palgrave, dem Repräsentanten der Kapkolonie.
1876, kurz vor seinem Tod, bat Zeraeua den rheinischen Missionar Gottlieb Viehe ihn auf den Namen Christian Wilhelm zu taufen. Er war der erste seines Volkes der in einem Sarg beigesetzt wurde. Aus diesem Grund nennen die Ovaherero auch in heutiger Zeit das Jahr 1876 „Jahr des Sarges“ (otjiherero ojotjikesa).